# 商河路3号祥福洋行商业建筑
36°4′58″N 120°19′10″E / 36.08278°N 120.31944°E
商河路3号祥福洋行商业建筑是位于中国山东省青岛市市北区商河路3号的一座商业建筑，约建于1905年，最初为德占时期地产公司祥福洋行所建设，现为市北区不可移动文物。

## 历史
随着1904年胶济铁路全线通车及青岛大港一号、二号码头建成，青岛城区北部的港埠区（德語：Hafenviertel）愈加重要。约1905年，德国人阿尔弗雷德·希姆森（Alfred Siemssen）创办的祥福洋行地产公司在位于蒂格尔街（Tigerstraße，今商河路）的14街区建设了一栋商业建筑，即今商河路3号建筑。该建筑自建成后长期用于港口、航运。1914年日军占领青岛后，祥福洋行地产被全部没收。该建筑曾为铁路职工宿舍。2010年该建筑经历改造后改为酒店至今。该建筑现已列入市北区未定级不可移动文物名单。

## 建筑特色
商河路3号祥福洋行商业建筑与胶济铁路仅一路之隔，从房间内可眺望整个青岛大港。建筑体量方正，高2层，四坡屋顶，正立面起两处曲线山墙，东立面为样式相同的八跨连续拱廊，与几乎没有开窗的建筑两侧形成强烈对比。

## 图集
- 自大港远眺商河路，自右至左为商河路3号、港务局（Hafenamt）、港建局（Hafenbauamt）
- 建造期间的商河路3号，东立面
- 建成后的商河路3号一带，左侧为今陵县支路2-4号，后侧远处为大港码头与仓库
- 德占时期的商河路陵县支路路口，左侧可见商河路3号等建筑，右侧为今陵县支路2-4号，中央远处为包头路31号甲祥福洋行公寓